# Ätran
Ätran je řeka ve Švédsku, dlouhá 243 km. Protéká kraji Västra Götaland a Halland. Pramení na vrchovišti u Gulleredu v nadmořské výšce 332 m a vlévá se do průlivu Kattegat. V jejím ústí leží město Falkenberg. Její povodí má rozlohu 3343 km² a průměrný průtok dosahuje 47 m³/s. Nejdelšími přítoky jsou Högvadsån a Assman. Řeka protéká jezerem Åsunden.

## Využití
Oblast podél řeky se nazývá Ätrandalen a je hustě zalesněna. Vede tudy cesta Redvägen, používaná již v době kamenné. V roce 1208 se zde odehrála bitva u Leny. Ve vodách Ätranu se hojně vyskytují lososi a provozuje se zde muškaření. Další významnou rekreační aktivitou je kanoistika. Na řece se nachází přírodní rezervace Bergs naturskog. V roce 1964 byla otevřena vodní elektrárna Yngeredsfors.